# Aurora (Ohio)
Aurora ist eine City im Portage County, Ohio, Vereinigte Staaten. Bei der Volkszählung im Jahr 2020 hatte die Stadt 17.239 Einwohner.

## Geographie
Auroras geographische Koordinaten sind 41° 19′ N, 81° 21′ W (41,319254, −81,355859). In der Umgebung liegen im Süden Streetsboro, im Südwesten Hudson, westlich die Twinsburg Township, nordwestlich Reminderville und Solon, nördlich die Bainbridge Township, nordöstlich die Auburn Township, im Osten die Mantua Township und im Südosten die Shalersville Township.
Nach den Angaben des United States Census Bureaus hat die Stadt eine Gesamtfläche von 62,4 km², wovon 60,1 km² auf Land und 2,3 km² (= 3,61 %) auf Gewässer entfallen.

## Demographie
Nach der Volkszählung im Jahr 2000 bewohnten Aurora 13.556 Personen. Die Bevölkerungsdichte betrug 225 Personen pro km². Es gab 5361 Wohneinheiten, durchschnittlich 89 pro km². Ethnisch betrachtet setzte sich die Bevölkerung zusammen aus 95,67 % weißer Bevölkerung, 2,16 % Afroamerikanern, 0,10 % amerikanischen Ureinwohnern, 1,24 % Asiaten, 0,01 % Bewohnern aus dem pazifischen Inselraum und 0,13 % aus anderen ethnischen Gruppen; 0,69 % stammten von zwei oder mehr Ethnien ab. 0,59 % der Bevölkerung waren spanischer oder lateinamerikanischer Abstammung.
Die Bewohner Auroras verteilten sich auf 5047 Haushalte, von denen in 35,2 % Kinder unter 18 Jahren lebten. 68,9 % waren verheiratete, zusammenlebende Paare, 6,5 % waren allein erziehende Mütter, 22,7 % bildeten keine Familien, 19,0 % bestanden aus Einzelpersonen und in 7,6 % aller Haushalte lebten Menschen im Alter von 65 Jahren oder darüber. Die durchschnittliche Haushaltsgröße betrug 2,63 und die durchschnittliche Familiengröße 3,02 Personen.
Die Bevölkerung verteilte sich auf 25,7 % Minderjährige, 4,6 % zwischen 18 und 24 Jahren, 27,3 % zwischen 25 und 44 Jahren, 26,9 % zwischen 45 und 64 Jahren und 15,5 % im Alter von 65 Jahren oder mehr. Das Durchschnittsalter betrug 41 Jahre. Auf jeweils 100 Frauen entfielen 92,9 Männer. Bei den über 18-Jährigen entfielen auf 100 Frauen 88,9 Männer.
Das mittlere Haushaltseinkommen in Aurora betrug 70.998 US-Dollar und das mittlere Familieneinkommen erreichte die Höhe von 78.876 US-Dollar. Männer hatten ein Durchschnittseinkommen von 61.298 US-Dollar, Frauen 35.655 US-Dollar. Das Pro-Kopf-Einkommen belief sich auf 35.537 US-Dollar. 2,6 % der Bevölkerung und 3,6 % der Familien hatten ein Einkommen unterhalb der Armutsgrenze, davon waren 3,1 % der Minderjährigen und 5,6 % der Altersgruppe 65 Jahre und mehr betroffen.

## Freizeitmöglichkeiten
Schon in der Zeit von 1887 gab es am Giles Pond – heute als Geauga Lake bekannt – Vergnügungseinrichtungen und andere Möglichkeiten zur Freizeitgestaltung. Die Achterbahn Big Dipper war hier 82 Jahre lang in Betrieb.
Der historisch zweite Park der SeaWorld-Kette wurde 1970 am nördlichen Rand der Stadt errichtet. Er wurde 2001 mit dem angrenzenden Geauga Lake von Six Flags gekauft und gelangte 2004 in das Eigentum von Cedar Fair, wobei der größte Teil des früheren Meeressäugetierparks geschlossen wurde. Cedar Fair betreibt die Anlage als einen Wasserpark.

## Söhne und Töchter der Stadt
- Jeff Burr (1963–2023), Filmregisseur
- Anne Heche (1969–2022), Schauspielerin